# مینیشتی
مینیشتی (انگلیسی: Minishty) یک شهرک در شهرستان دیورتیورلینسکی در استان باشقیرستان کشور روسیه است.